# Úřednické zkoušky v Číně

Kandidáti čekají na výsledky zkoušek, Čchiou Jing, kolem roku 1540

Úřednické zkoušky (čínsky v českém přepisu kche-ťü, pchin-jinem kējǔ, znaky zjednodušené 科举, tradiční 科舉) v Číně byly po dlouhé období od počátku 7. století do začátku 20. století základní podmínkou vstupu mezi úředníky státní správy.

## Historie

### Počátky
Zárodky zkouškového systému se objevily v Číně za vlády dynastie Chan. Tehdy byly stavy úředníků doplňovány kandidáty doporučovanými stávajícími funkcionáři. Ti vybírali mezi členy aristokratických rodin, vlastními příbuznými, ale i nespřízněnými schopnými kandidáty. Od roku 124 př. n. l. byli kandidáti pravidelně zkoušeni ze znalostí konfuciánských klasiků, roku 85 př. n. l. císař stanovil roční kvótu takto vybíraných uchazečů.
Po zániku chanské říše byl ve státě Wej (220–265) zaveden systém devíti hodností a nestranně spravedlivého, ve kterém místní úředníci hodnotili přijatelnost možných kandidátů především z hlediska jejich původu. Systém devíti hodností byl používán dynastií Ťin (265-420) a jižními (čínskými) dynastiemi. Na severu nečínské administrativy nemohly spoléhat na soupisy a rodokmeny elit a orientovaly se více na doporučování kandidátů a jejich schopnosti.
Po sjednocení Číny dynastií Suej tato roku 605 zavedla vedle doplňování stavů úřednictva na základě doporučení také vyhledávání talentovaných kandidátů prostřednictvím zkoušek. Zkouškový systém se dále rozvíjel za dynastie Tchang a za Sungů se stal důležitým způsobem náboru úředníků.

### V říši Sung (960–1279)
V říši Sung se úředníky častěji než v předešlých dobách stávali úspěšní absolventi zkoušek. Zatímco v polovině tchangské éry složilo zkoušky 15 % úředníků, Roku 1046 regulérní absolventi zkoušek tvořili 57 % úředníků; v následujících desetiletích toto číslo klesalo, k roku 1119 na 45 %, roku 1191 na 31 % a roku 1213 jen na 27 %.
Zkoušky byly třístupňové. První kolo, krajské zkoušky (州試, čou-š’), probíhalo v krajích a prefekturách, úspěšní postoupili do hlavního města k metropolitním zkouškám (省試, šeng-š’). Posledním kolem, zavedeným roku 973, byly palácové zkoušky (殿試, tien-š’). Jejich absolventi získali titul ťin-š’ (進士, „skutečný učenec“). Zkoušky byly zprvu vyhlašovány nepravidelně, od roku 1067 ve tříletých intervalech. V počátcích říše Sung je absolvovalo ročně v průměru asi 20 kandidátů, později se počet nových ťin-š’ zvedl na asi 600 jednou za tři roky.
Vláda měla zájem na vyváženém zastoupení úředníků ze všech regionů říše, proto roku 989 stanovila kvóty úspěšných absolventů podle jejich původu. Kvóty zůstaly i nadále předmětem diskuzí. Ou-jang Siou je odmítal s tím, že absolventi zkoušek mají být hodnoceni výhradně podle svých schopností. Naproti tomu S’-ma Kuang je prosazoval, přičemž poukazoval na vysoký počet úspěšných studentů z rozvinutých a bohatých regionů, zejména hlavního města. Ve 30. a 40. letech 11. století totiž až čtvrtina nových ťin-š’ pocházela z metropole a okolí.
Na méně úřednických míst obsazovaných absolventy zkoušek a současně rostoucí zájem o jejich složení (z 200 tisíc studentů zapsaných ve státních školách se zkoušek účastnila polovina, přičemž úředníků bylo jen asi 20 tisíc) vláda reagovala zpřísněním podmínek. Roku 1023 nařídila, aby prošlo pět kandidátů z deseti, roku 1045 dva z deseti, roku 1093 jeden z deseti, roku 1156 jeden ze sta a roku 1275 jeden z dvou set. Ve výsledku klesalo procento úspěšnosti i šance nastoupit úřední kariéru.
Velký zájem o složení zkoušek, z toho plynoucí ostrá konkurence a snaha uspět za každou cenu vedly k sérii protiopatření ochraňujících regulérnost zkoušek. Kandidáti psali odpovědi na otázky v samostatných místnůstkách, v nichž byli izolováni po celou dobu zkoušek; práce byly identifikovány nikoliv podpisem, ale číslem; od roku 1015 práce přepisovali písaři, aby hodnotitelé nemohli poznat rukopis kandidáta.

### V říších Ťin (1115–1234) a Jüan (1271–1368)
Nečínské dynastie Ťin a Jüan systém omezovaly, rušily a zase znovu záváděly, nicméně důležité pozice obsazovaly kandidáty z řad nečínských národů, kteří zkouškami a nutným dlouholetým studiem konfucianismu neprocházeli.

### V říších Ming (1368–1644) a Čching (1636–1911)
V mingské Číně byl zkouškový systém přes přechodné zrušení v letech 1373–1384 opět hlavním zdrojem doplňování řad úředníků. Čchingská vláda zkouškový systém převzala, zrušen byl až roku 1905.
V klasické podobě v mingské a čchingské éře začalo studium budoucího úředníka už v raném věku. Než se přihlásil k prvním zkouškám na okresní úrovni – teoreticky do patnácti let věku, v praxi obvykle později – znal prakticky zpaměti předepsanou literaturu, jejímž základem byly čtyři knihy konfuciánských klasiků.
Zkoušky byly tříkolové, témata otázek byla vybírána ze čtyř knih a pěti klasických knih, kandidáti komponovali báseň a psali politické eseje (tzv. osmidílný esej).
Přístup ke zkouškám měl teoreticky každý muž, kromě příslušníků nízkých povolání (herci, řezníci, apod.). Reálně nebyly prostředky a čas ke studiu dosažitelné pro každého. Zpravidla se ke zkouškám hlásili kandidáti z rodin džentry – vzdělaných pozemkových vlastníků.

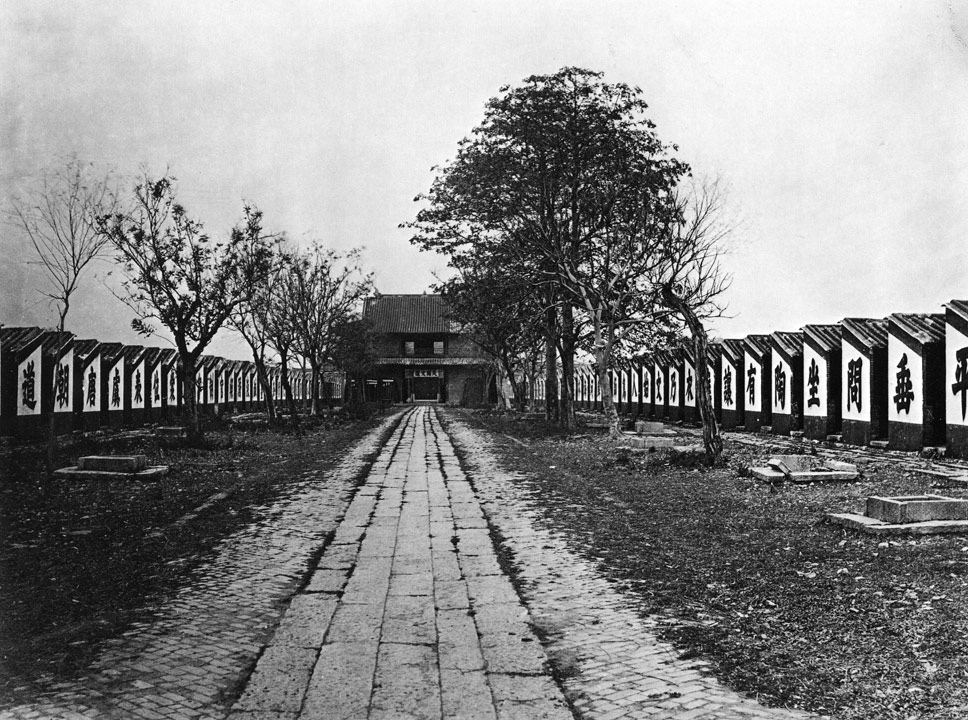
Zkouškový areál se 7500 buňkami pro kandidáty, Kuang-tung, 1873

Absolvoval-li okresní, prefekturní a kvalifikační zkoušky (縣試, sien-š’; 府試, fu-š’; 院試, jüan-š’), souhrnně označované za učňovské zkoušky (童試, tchung-š’), mohl kandidát začít studium na státní škole. Obdržel titul šeng-jüan (生員, státní student), těšil se společenskému postavení úředníka, byl osvobozen od placení daní a ještě dostával od státu stipendium, ale nemohl vykonávat nepřiměřeně nízká povolání, jako je třeba řemeslník. Škola sloužila především jako registrační místo studentů, výuka byla jen formální a uchazeč byl odkázán na samostudium a domácí učitele. Studenti byli každoročně přezkušováni, neúspěšní ztratili stipendium či byli vyloučeni.
Cítil-li student připraven, přihlásil se ke k vlastním zkouškám pro výběr úředníků. Ty byly stále třístupňové. První stupeň – provinční zkoušky (鄉試, siang-š’) – se konal každé tři roky. Úspěšní dostali titul ťü-žen (舉人, doporučený muž) a právo účasti v metropolitních zkouškách další rok. Metropolitní zkoušky (會試, chuej-š’) probíhaly v hlavním městě vždy následující rok po provinčních zkouškách, předsedal jim ministr obřadů. Úspěšný kandidát získal titul kung-š’ (貢士, představený učenec) a právo postoupit k palácovým zkouškám (殿試, tien-š’ nebo 廷試, tching-š’). Úspěšné složení palácových zkoušek přineslo kandidátům titul ťin-š’ (進士, skutečný učenec). Za 276 let mingské vlády proběhlo 90 palácových zkoušek, kterými úspěšně prošlo 24 874 kandidátů. Nejlepší byli přijati do akademie Chan-lin, ostatní mohli počítat s úředním místem.

## Důsledky zkoušek
Systém zkoušek jako metoda náboru úředníků, z toho vyplývajícího přístupu k moci, prestiži a následně i bohatství, byl důležitým mechanismem, kterými ústřední vláda udržovala loajalitu místních elit. Tak byla podpořena soudržnost čínského státu a oslabeny tendence k regionálnímu separatismu. Kvóty stanovené pro provincie a prefektury zajišťovaly šanci na úspěch i pro reprezentanty elit okrajových regionů, znevýhodněných nižší úrovní vzdělanosti.
Zkouškový systém rovněž sloužil k udržení kulturní jednoty a konsensu o základních hodnotách. Jednotnost obsahu zkoušek znamenala, že příslušníci místních elit v celé Číně byli indoktrinováni stejnou konfuciánskou ideologií. I když jen malá část (asi 5 procent) z těch, kdo započali studium, uspěla a získala titul, naděje na úspěch vedla mnohé ke studiu konfuciánských klasiků. I ti, kteří neprošli všemi stupni zkoušek, získali vážnost úměrnou jejich úspěchu a tvořili místní džentry.